# Монтекозаро
Монтеко̀заро (на италиански: Montecosaro, на местен диалект Montecò, Монтеко) е градче и община в Централна Италия, провинция Мачерата, регион Марке. Разположено е на 292 m надморска височина. Населението на общината е 6963 души (към 2010 г.).